# Dagmar Kutzenberger
Dagmar Kutzenberger (* 1965) ist eine österreichische Schauspielerin und Sprecherin.

## Leben
Dagmar Kutzenberger absolvierte von 1981 bis 1985 eine Schauspiel- und Tanzausbildung am Institut Wilk in Linz, 1985 legte sie die paritätische Bühnenreifeprüfung ab.
Theaterengagements führten sie unter anderem 1991 an das Kabarett Simpl und 1997/98 an die Kleine Komödie in Graz und Wien. In den Saisonen 1998/99 bis 2002/03 war sie Ensemblemitglied am Theater in der Josefstadt, wo sie im Konzert als Fanny Mell, in Tod eines Handlungsreisenden als Letta, in Höllenangst als Leni und im Schwierigen als Agathe zu sehen war. An den Wiener Kammerspielen verkörperte sie in dieser Zeit etwa die Rolle der Ricky in Katzenzungen, die Hyacinthe in Nagerl und Handschuh und die Eva im verkauften Großvater. Von 2003 bis 2007 wirkte sie erneut an der Kleinen Komödie Graz, beispielsweise als Maria in Otello darf nicht platzen und als Miss Casewell in der Mausefalle.
Fernsehrollen hatte sie unter anderem im ORF-Stegreifspiel Die liebe Familie als Lebensgefährtin von Tommy Lafite, gespielt von Thomas Wachauer, sowie in Vier Frauen und ein Todesfall, wo sie die Rolle der Gerti Zeilinger verkörperte.
Neben ihrer Tätigkeit als Schauspielerin ist sie auch als Sprecherin, etwa als Station-Voice für Antenne Wien (2001 bis 2006) oder für Dokumentationen auf Servus TV, Spiegel TV und im ORF, sowie als Sprechtrainerin tätig.

## Filmografie (Auswahl)
- 1991: Heldenfrühling
- 1991–1993: Die liebe Familie[4][3] (Fernsehserie, 36 Folgen)
- 1994: Polizeiruf 110: Lauf, Anna, lauf!
- 1994: Fitness (Fernsehserie)
- 1995: Es war doch Liebe (Regie: Wolfgang Glück)
- 2005: Tom Turbo - Der doppelte Prinz
- 2010: Lilly Schönauer – Wo die Liebe hinfällt
- 2010: FC Rückpass
- 2011: Anfang 80
- 2012: Schnell ermittelt – Horst Bauer
- 2012–2013: Vier Frauen und ein Todesfall (Fernsehserie, 4 Folgen)
- 2014: Tatort: Paradies
- 2014: Die Detektive – Bis der Tod uns scheidet
- 2016: SOKO Wien – Pratermelodie
- 2017: Die beste aller Welten
- 2018: CopStories – Schmähstad
- 2019: SOKO Kitzbühel – Die Freiheit am Ende
- 2019: Vorstadtweiber (Fernsehserie)
- 2020: Wischen ist Macht – Dann geh ich halt in Häfen!
- 2022: Landkrimi – Zu neuen Ufern (Fernsehreihe)
- 2025: Wie man normal ist und die Merkwürdigkeiten der anderen Welt (How to Be Normal and the Oddness of the Other World)

## Publikationen
- 2014: On-Air-Sprechen & Interpretieren : Trainingsbuch, Norderstedt, Books on Demand, ISBN 978-3-8482-6772-9